# Ardabil
Ardabil ou Ardebil (اردبیل, em persa) é uma cidade do Irão e é a capital da Província de Ardabil, sua população é de aproximadamente 340 mil pessoas. 

## Geografia
Localizada no norte do Irão em uma região montanhosa.

## Clima
Ardabil possui um temperado, com invernos frios e verões amenos. A temperatura média anual da cidade é de 8,9°C. Por estar a 1350 metros de altitude e a 50 km do mar o clima é amenizado pela maritimidade, suavizando o inverno e principalmente o verão.
|                   | Jan  | Fev  | Mar  | Abr  | Mai  | Jun  | Jul  | Ago  | Set  | Out  | Nov  | Dez  |
| Máxima Média °C   | 2,8  | 4,3  | 9,1  | 16,7 | 19,8 | 23,2 | 24,9 | 24,3 | 22,4 | 17,3 | 11,3 | 5,6  |
| Mínima Média °C   | -8,4 | -6,6 | -2,7 | 2,9  | 5,9  | 8,9  | 11,5 | 11,6 | 8,5  | 4,6  | 0,0  | -4,8 |
| Média °C          | -2,8 | -1,2 | 3,2  | 9,8  | 12,8 | 16,1 | 18,2 | 18   | 15,5 | 10,9 | 5,7  | 0,4  |
| Precipitação (mm) | 25,3 | 22   | 38,5 | 37,1 | 41,2 | 20,1 | 6,1  | 6    | 9,3  | 33,4 | 38,3 | 24,9 |